# Dusona lecta
Dusona lecta là một loài tò vò trong họ Ichneumonidae.